# Oggetti non stellari nella costellazione del Compasso
Principali oggetti non stellari visibili nella costellazione del Compasso.

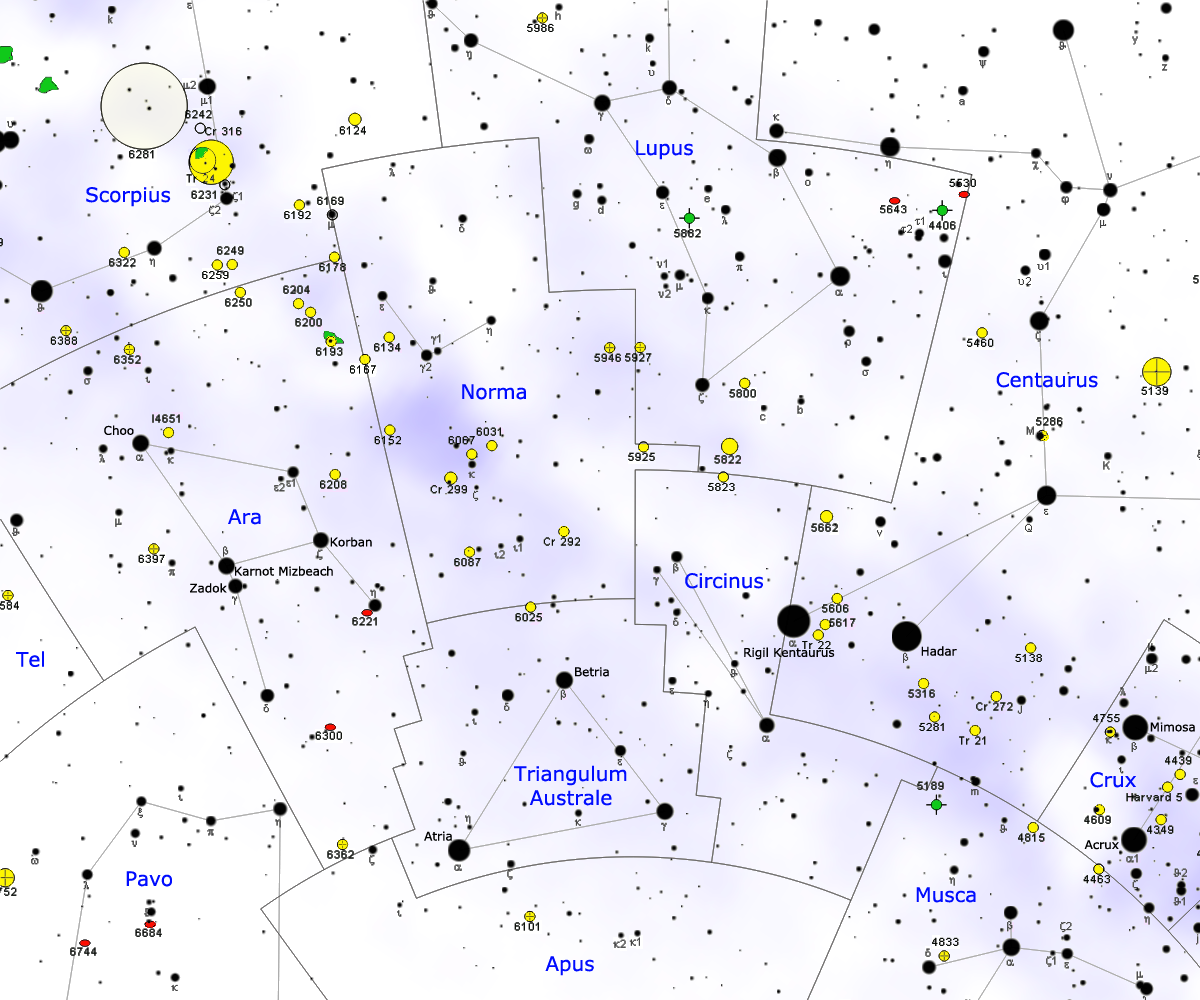
Mappa della costellazione del Compasso.

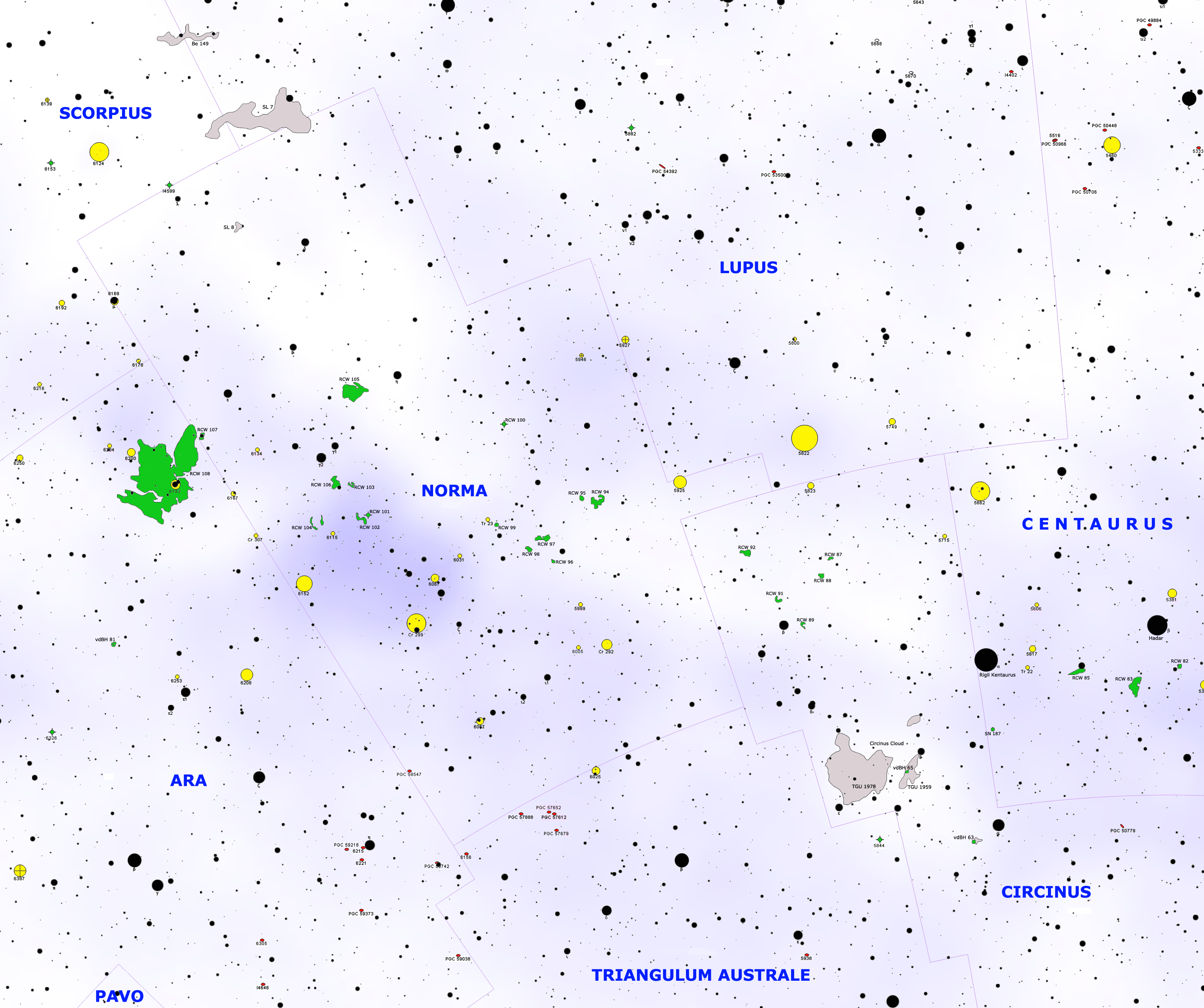
Dettaglio della Via Lattea.

## Ammassi aperti
- NGC 5823
- Pismis 20

## Nebulose diffuse
- Nube del Compasso
- RCW 87
- RCW 88
- vdBH 65

## Galassie
- PGC 50779